# Lauren Aquilina
Lauren Amber Aquilina (Bristol, 23 giugno 1995) è una cantautrice britannica.

## Biografia
Lauren Aquilina ha accumulato tre ingressi nella Official Singles Chart britannica: Fools nel 2012 alla 73ª posizione, Sinners nel 2013 alla 66ª e Lovers or Liars nel 2014 alla 58ª. Dopo aver pubblicato quattro EP tra il 2012 e il 2015, il suo album di debutto, intitolato Isn't It Strange?, è uscito ad agosto 2016 ed è arrivato alla numero 64 della classifica britannica. Dal 2019 ha scritto brani per Julie Bergan, le CLC, Louise Redknapp, Rina Sawayama, Olivia O'Brien e le Ive.

## Discografia

### Album in studio
- 2016 – Lipslide

### EP
- 2012 – Fools
- 2013 – Sinners
- 2014 – Liars
- 2015 – Ocean

### Singoli
- 2012 – Fools
- 2012 – King
- 2013 – Sinners
- 2014 – Lovers or Liars
- 2015 – Time to Say Goodbye
- 2015 – Ocean
- 2015 – Low
- 2015 – Echoes
- 2016 – Kicks
- 2016 – How Would You Like It?
- 2016 – Midnight Mouths
- 2018 – Psycho
- 2019 – If Looks Could Kill
- 2019 – Tobacco In My Sheets
- 2020 – Bad People